# Charles Rogier
Charles Latour Rogier (17. august 1800 – 27. maj 1885) var en liberal belgisk statsmand og anfører i den belgiske revolution i 1830. Han var premierminister i Belgien i to perioder: fra 1847 til 1852 og igen fra 1857 til 1868. 
Rogier stammede fra en familie i departementet Nord i Frankrig. Han blev født i Saint-Quentin. Hans far var officer i den franske hær og omkom under felttoget i Rusland i 1812. Familien flyttede herefter til Liege, hvor den ældste søn, Firmin, var professor. Rogier studerede jura på universitetet i Liege og blev advokat. Han brugte imidlertid mere tid på felttog i aviserne mod det hollandske styre i Belgien. I 1824 grundlagde han sammen med sine livslange venner avisen Paul Devaux og Joseph Lebeau avisen Mathieu Laensberg (senere Le Politique). Med dens glødende patriotisme og dens angreb på den hollandske administration fik avisen hurtigt stor indflydelse.  
Da den belgiske revolution brød ud i Bruxelles i august 1830 drog Rogier dertil med en milits på ca. 300 personer fra Liege. I Bruxelles blev han anerkendt som en af de mest aktive blandt oprørslederne. Han blev medlem af den provisoriske regering, der blev dannet i oktober samme år, og efter valget af Leopold 1. til Belgiens konge i juni 1831 blev han udnævnt til guvernør i Antwerpen. I hans første periode som indenrigsminister fra 1832 til 1834 grundlagde han de belgiske jernbaner. Fra 1840 til 1841 var han minister for offentlige arbejder og undervisning og fra 1861 til 1868 var han udenrigsminister. 
I dag er en af de centrale pladser i Bruxelles – Place Rogier – opkaldt efter ham.